# Y Leporis
Désignations
Y Leporis abrégée en Y Lep et autrement nommée SAO 170116, est une étoile géante rouge ainsi qu'une variable semi-régulière de la constellation du Lièvre. Selon la mesure de sa parallaxe annuelle par le satellite Gaia, l'étoile est distante d'approximativement ∼ 5 300 a.l. (∼ 1 620 pc) de la Terre.

## Caractéristiques
Y Leporis est une géante rouge de type spectral M4III dont la température de surface avoisine 3 500 K. C'est une étoile variable semi-régulière de type SRb dont la luminosité varie avec une amplitude de 0,9 autour de 8,77 en magnitude apparente et selon une période de 109 jours,.